# Будинок болю доктора Моро
«Будинок болю доктора Моро» (англ. Dr. Moreau's House of Pain) — американський фільм жахів 2004 року.

## Сюжет
Зазнавши фіаско на тропічному острові, доктор Моро і декілька його звіролюдей перебралися на континент. У підвалах покинутої божевільні на околиці Лос-Анджелеса Моро став бранцем своїх же створінь, які змусили його продовжувати роботу з подальшого перетворення їх на людей. Оскільки для експериментів доктору були потрібні піддослідні, в місті почали безслідно зникати люди.

## У ролях
- Джон Патрік Джордан — Ерік Карсон
- Джессіка Ланкастер — Джудіт
- Пітер Дональд Бадаламенті II — Галлахер
- Лоріелль Нью — Алліана
- Лінг Аум — Пак
- Б.Дж. Сміт — Піві
- Дебра Майєр — Мері Енн
- Джейкоб Віткін — доктор Моро
- Лаура Ушихіма — Горгана
- Джек Кеннеді — Лось
- Стів Квімбі — Джонні К'ю
- Тоні Сіммонс — Бармен

люди в барі
- Кеті Зіммон
- Боб Уйеда
- Ерін Зіммон
- Джош Дівер
- Аарон Реньє
- Кім Берроуз
- Мартін Нгуйен
- Тереза Паділья
- Теммі Паділья
- Денні Хамамото
- Діанна Гуз
- Філліп Сміті